# Kanton Le Havre-5
Der Kanton Le Havre-5 ist seit 1888 ein französischer Wahlkreis für die Wahl des Départementrats im Arrondissement Le Havre im Département Seine-Maritime in der Region Normandie. Das Bureau centralisateur befindet sich in Le Havre. Zum Kanton gehört das Zentrum der Gemeinde Le Havre.